# 梅山镇 (南安市)
梅山镇是中国福建省泉州市南安市下辖的一个镇。前身為泉州南安十六都芙蓉鄉。

## 行政区划
梅山镇共辖1个社区和18个行政村，分别是：
鼎诚村、格内村、埔仔村、丰溪村、明新村、竞丰村、灯埔村、灯光村、东安村、诗溪村、水口村、朴山村、芸塘村、新兰村、蓉中村、蓉溪村、梅峰村、演园村。